# Astragalus asciocalyx
Astragalus asciocalyx är en ärtväxtart som beskrevs av Aleksandr Andrejevitj Bunge. Astragalus asciocalyx ingår i släktet vedlar, och familjen ärtväxter. Inga underarter finns listade i Catalogue of Life.